# Pentanychus bilobatus
Pentanychus bilobatus is een hooiwagen uit de familie Pentanychidae.